# 宮田慎一郎
宮田 慎一郎（みやた しんいちろう、1854年4月15日（安政元年3月18日）- 1931年（昭和6年）3月24日）は、明治から昭和時代初期の政治家。衆議院議員（1期）。

## 経歴
のちの愛知県出身。宮田恒七郎の長男。幼くしての鷲津蓉裳の門に、ついで佐藤牧山に門に入り学ぶ。1872年（明治5年）義校の世話役となり1873年（明治6年）5月、郡民教導に転じ、翌年の1874年（明治7年）5月、戸長に就任する。
1878年（明治11年）1月、村会議員となり、同議長を経て、1880年（明治13年）1月に愛知県会議員に当選する。地方衛生会委員、県会常置委員、県会副議長などを歴任したのち、1886年（明治19年）3月、丹羽・葉栗郡長に任命されるが同月中にこれを辞し、治水委員に転じ、所得税調査委員、徴兵参事員、町会議員、県会郡部議長などを歴任した。ほか、愛知県農工銀行取締役や名古屋土地監査役などを務めた。
1890年（明治23年）7月の第1回衆議院議員総選挙では愛知県第4区から出馬し当選するが、任期途中に辞任した。